# Telšiai
Telšiai (/ˈtelʃeɪ/ⓘ, en samogitiano: Telšē) es una ciudad en Lituania, en la región de Samogitia. Situada en las orillas de Lago Mastis. Centro administrativo de Condado de Telšiai y también del municipio homónimo. Telšiai es conocida como la Capital de Samogitia.
Hay tres iglesias católicas, un monasterio y una iglesia ortodoxa. Ferrocarril y carretera a Šiauliai y Palanga. Según la leyenda, el fundador de la ciudad fue Džiugas, un personaje heroico. Telšiai es mencionada por primera vez en registros escritos en 1450. 
En Telšiai nacieron el presidente de Polonia Gabriel Narutowicz y el presidente de Lituania Rolandas Paksas.

## Historia

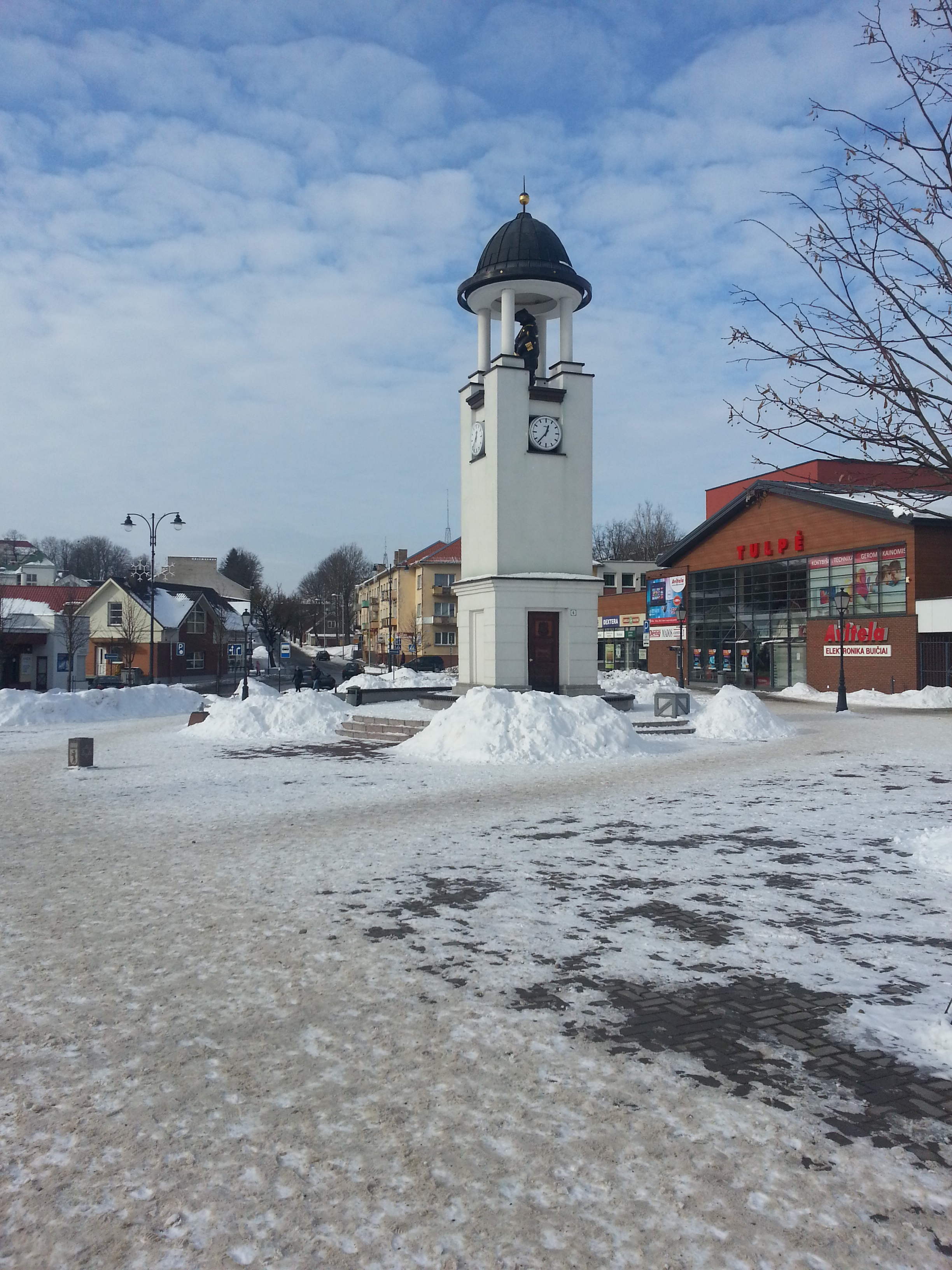
El reloj-torre con un oso en Telšiai, el símbolo de Samogitia y Telšiai

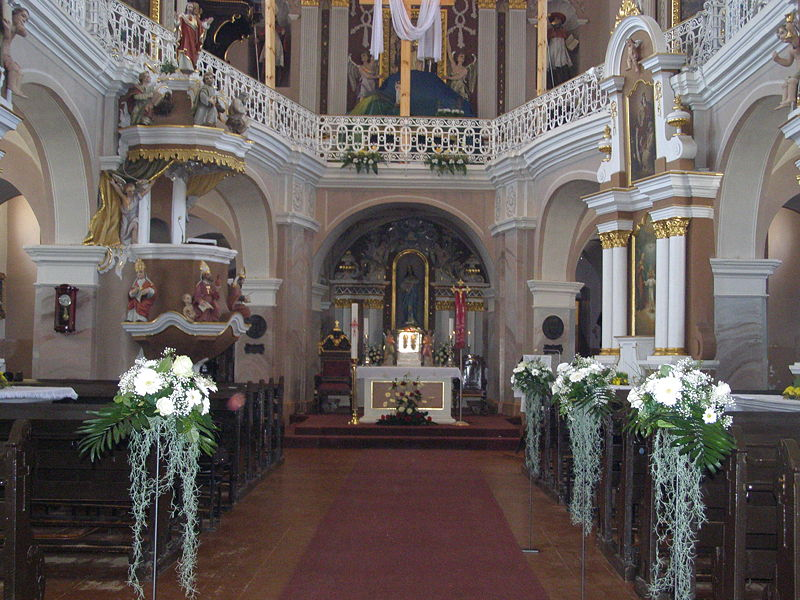
Telšiai Cathedral interior

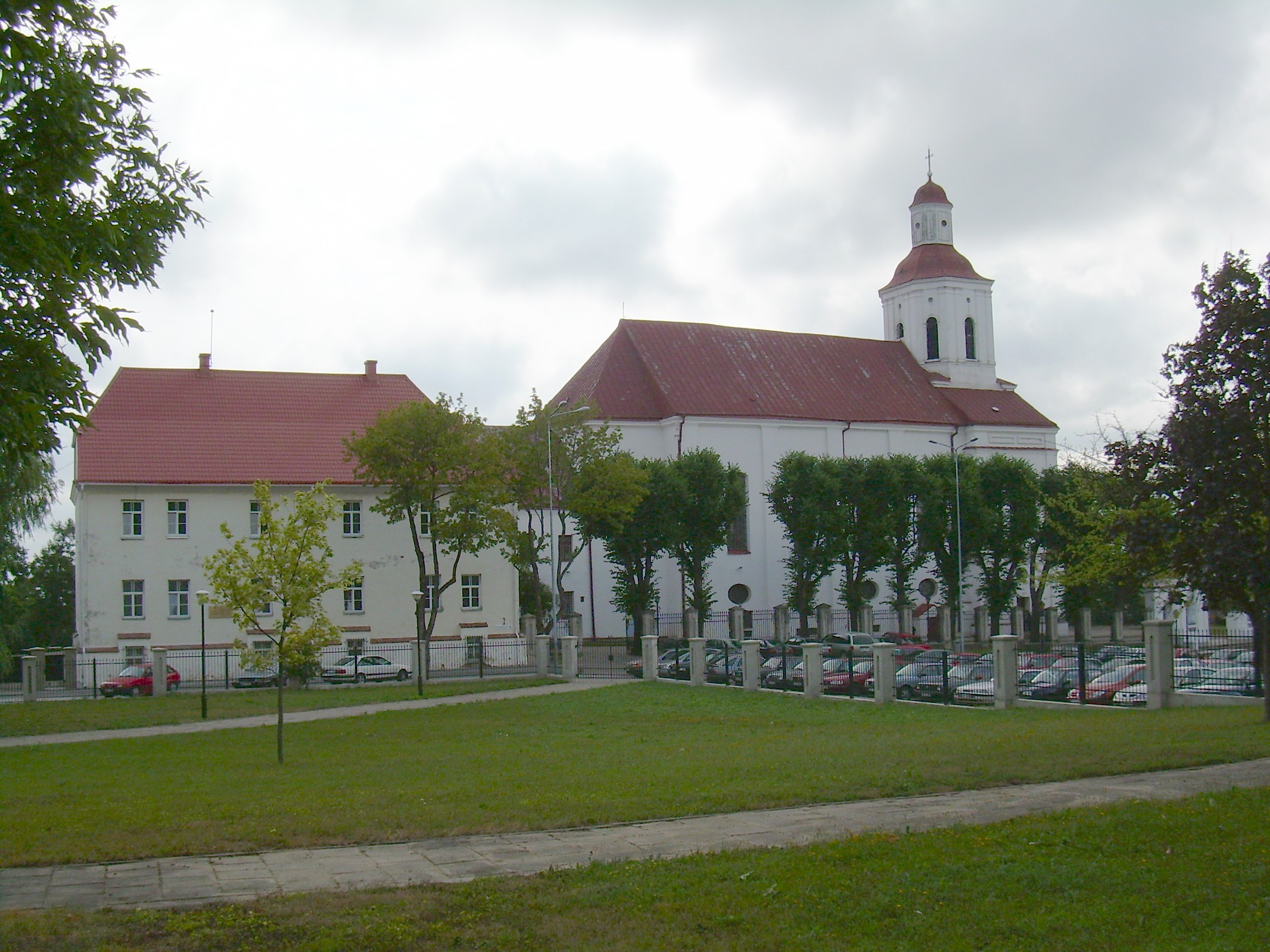
Vista lateral de la Catedral de Telšiai

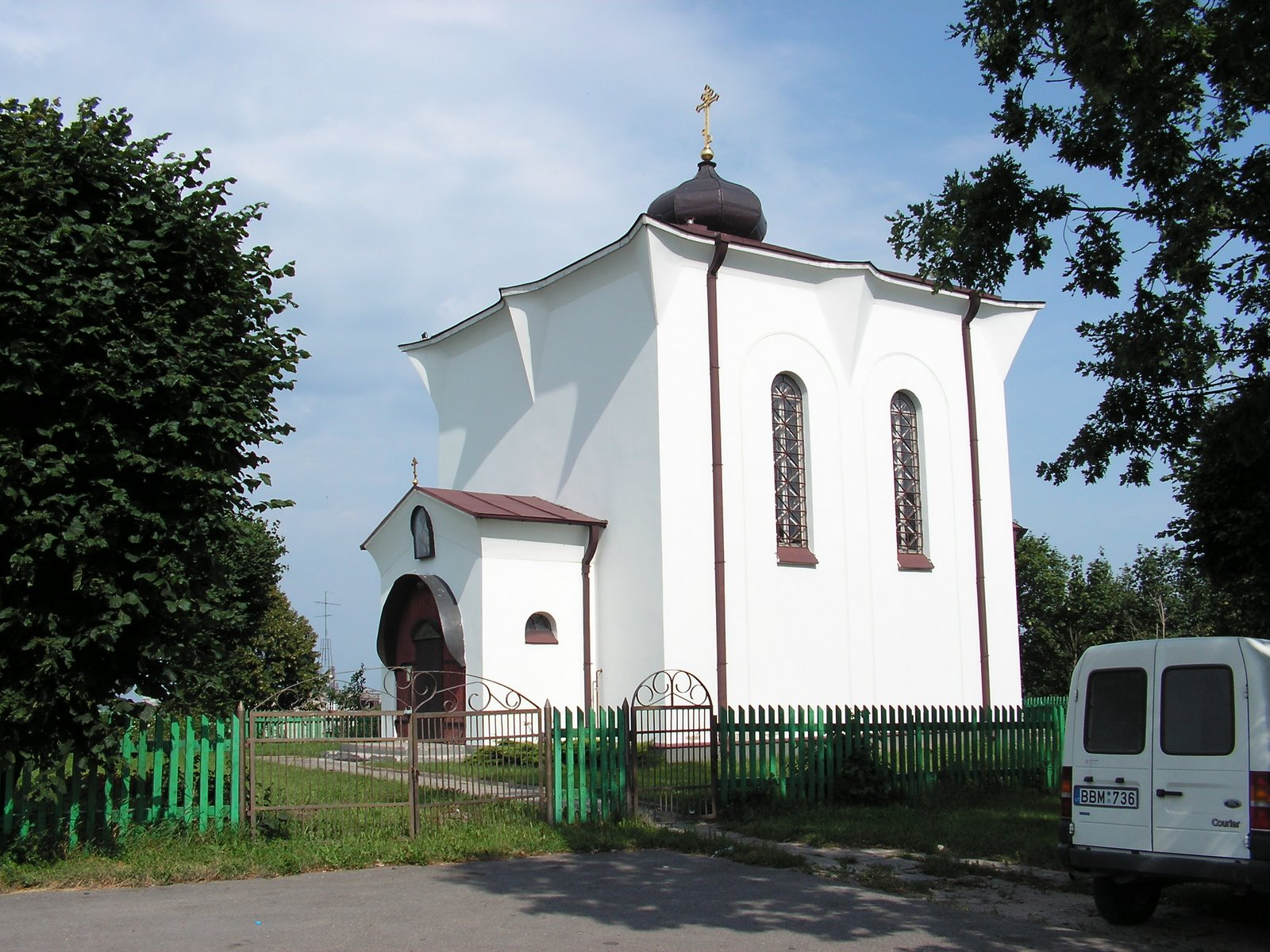
Una Iglesia Ortodoxa

El lago Mastis es mencionado en varias leyendas y mitos. La ciudad fue nombrada después de un pequeño rivulet, el Telšė, que fluye en el lago Mastis. Una leyenda cuenta que un caballero llamado Džiugas fundó la ciudad. Telšiai se mencionó por primera vez en fuentes escritas alrededor de 1450, pero los hallazgos arqueológicos más antiguos en la zona de la ciudad son de la Edad de Piedra.
En el siglo XV, Telšiai ya tenía una mansión estatal. Ellos y la parroquia estaban gobernados por los ancianos samogitianos. Telšiai estaba en el centro de un levantamiento de los campesinos samogitianos.

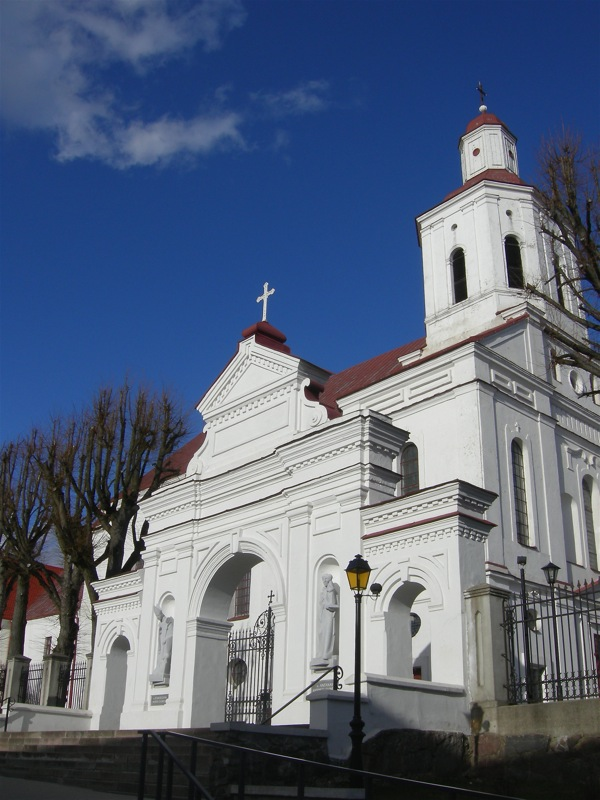
Catedral de San Antonio, Telšiai

A finales del siglo XVII Telšiai se convirtió en el centro de la cultura y la política de Samogitia. Se organizaron en la ciudad de los parlamentos locales conocidos como Sejmik compuestos de nobles y se estableció un tribunal. El Derecho de Magdeburgo que fueron otorgados a Telšiai en el siglo XVII.
Durante el Levantamiento de Noviembre de 1831 Telšiai se convirtió en un santuario para los partidarios polaco-lituanos luchando contra los rusos. Se formó un gobierno revolucionario de insurrectos y se abrieron las escuelas para la preparación de los oficiales militares y suboficiales. Durante el levantamiento de 1863, Telšiai era uno de los centros principales de la subida en Samogitia desde que las fuerzas del insurrectionist se agruparon allí.
A finales del siglo XIX Telšiai comenzó a crecer. Se formó un equipo de bomberos, se abrió una farmacia y un teatro. En 1908 se organizó la primera actuación de concierto lituano.[1]
Durante los años de la independencia lituana, 1918 a 1940, Telšiai creció rápidamente. Se establecieron varias escuelas secundarias de niñas y niños, una escuela de artesanía y un seminario de maestros. El museo de Alka fue construido, y varias sociedades culturales fueron funcionadas.[2] En 1935, Telšiai se convirtió en el centro de la administración del país.
Durante la primera ocupación soviética, como resultado del Pacto Ribbentrop-Mólotov, Telšiai se hizo infame por la masacre de Rainiai, un asesinato en masa de 76 presos políticos lituanos perpetrados por el Ejército Rojo durante la noche del 24-25 de junio de 1941.

En el día de hoy Telšiai es la ciudad número 12 en Lituania. Es el centro de la Provincia de Telšiai y el Distrito Municipio de Telšiai. La ciudad cuenta con cuatro gimnasios, cuatro escuelas secundarias y cinco escuelas primarias. También se establecen en Telšiai las Facultades de la Academia de Arte de Vilnius, la Facultad de Ciencias Sociales y el Colegio de Samogitia.
El 22 de enero de 2013 El Ministerio de Cultura de la República de Lituania anunció oficialmente que Telšiai será nombrada Capital lituana de la cultura en 2016. [3]

## Turismo
En el año 2013 obtuvo la distinción EDEN, que otorga la Comisión Europea, a uno de los mejores destinos turísticos «Turismo y la accesibilidad».

## Economía
- Žemaitijos pienas